# Granica francusko-szwajcarska

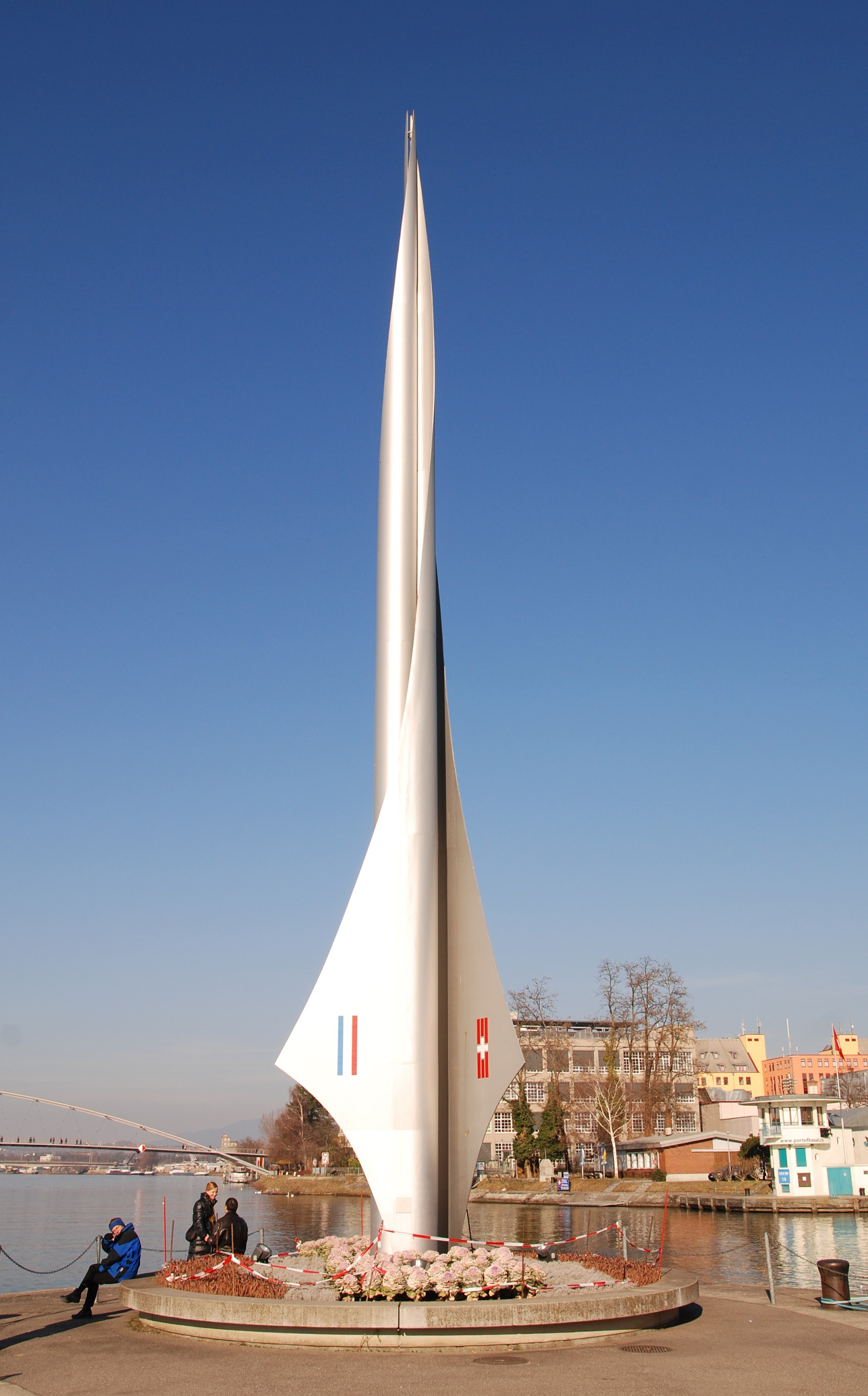
Trójstyk granic Francji, Szwajcarii i Niemiec nad Renem w Bazylei

Granica francusko-szwajcarska to granica międzypaństwowa pomiędzy Francją i Szwajcarią o długości 573 kilometrów.
Początek granicy to trójstyk granic Francji, Niemiec i Szwajcarii nad Renem (47°35′23″N 07°35′21″E / 47.58972, 7.58917), w gminie Weil am Rhein (Niemcy), Huningue (Francja), Bazylea (Szwajcaria).
Następnie granica biegnie w kierunku południowo-zachodnim grzbietami gór Jura. Na południe od Genewy dochodzi do rzeki Rodan, przecina rzekę, omija łukiem od południa i wschodu Genewę i dochodzi do Jeziora Genewskiego (w miejscowości Hermance) i biegnie środkiem jeziora w kierunku wschodnim by w miejscowości Saint-Gingolph wrócić na brzeg. Biegnie następnie grzbietami Alp m.in. przez przełęcz Pas de Morgins (1305 m n.p.m.), Dent Blanche (2759 m n.p.m.) do trójstyku granic Francji, Szwajcarii i Włoch na szczycie Mont Dolent (3820 m n.p.m.) w masywie Mont Blanc.
Granica w obecnym przebiegu powstała w 1815 roku (kongres wiedeński). Ostateczny przebieg uzyskała w 1860 roku (odcinek od Jeziora Genewskiego do granicy włoskiej) po przyłączeniu do Francji Sabaudii.